# Onségen Ensemble
Onségen Ensemble est un groupe finlandais de musique formé en 2004, originaire d’Oulu. Leur musique a pu être caractérisé comme rock progressif, free jazz, space rock,  post-rock ou psych-prog. Leur nom est un hommage au compositeur russe d’avant-garde Onségen Olentkojev. Il est fondé par Esa Juujärvi, bassiste, Veijo Pulkkinen, batteur et Kimmo Nissinen, guitariste. Le groupe est essentiellement instrumental, avec parfois des chœurs, et de nombreux musiciens invités (chanteuses, chanteurs, claviéristes, flutistes, saxophonistes, violonistes, clarinettiste, trompettiste).  

## Biographie
Esa Juujärvi et Veijo Pulkkinen jouaient précédemment dans le groupe de metal gothique Parade of Souls. 
Pendant leurs premières années, la formation se réunit périodiquement, autour des trois musiciens principaux, qui partagent une culture du metal hardcore, gothique et de la guitare électro-acoustique. Ils diffusent en faible quantité des enregistrements de sessions auto-produits, tels que Hiukkavaara Sessions en 2005 sur lequel chante Alisa Saila. Ils ont pu être rapproché du mouvement Zeuhl, et comparé à Magma. Le groupe sous cette forme cesse puis reprend autour de 2010 sous la forme d’un sextet. 
Le 4 janvier 2016 sort leur premier album, Awalaï, auquel ont participé dix musiciens. Il est diffusé sous forme de disque, de vinyle et en ligne. Les expéditions sont gérées par le groupe lui-même et il est distribué par Pink Tank Records. L’album mélange les influences pour créer une exploration psychédélique, une ambiance psychédélique et des paysages hypnotiques. 
Le 6 juin 2018 sort leur deuxième album, Duel. Il est enregistré aux studios Hell-Fi entre 2017 et 2018. Il est mixé par Janne Huotari à Surf Sound, et masterisé par Svante Forsback à Chartmakers. L’album est décrit comme difficile à réduire à un genre musical, fusion entre post-rock et stoner, une expérience d’avant-garde mêlant des plages orchestrales à des solos. Trompette et cornemuse participent à l’ensemble des morceaux, participant à construire un voyage sonore,.             
En décembre 2019, le groupe annonce qu’il retournera en studio en février 2020 pour l’enregistrement d’un troisième album, avec un nouveau line-up, pour une sortie en 2020. L’album est produit par Jamie Gomez Arellano (Orange Goblin, Paradise Lost) et sort le 20 novembre 2020 sous le titre Fear. Il est décrit comme progressif, post-rock et psychédélique avec davantage de cuivres. Cet album a été rapproché des sonorités du groupe Heilung.             
Le quatrième album, Realms, sort en ligne le 10 novembre 2022, accompagné d’une campagne de financement participatif pour le pressage d’un disque vinyle. L’album intègre de nouveaux instruments, didgeridoo et ocarina, qui ajoutent une influence pagan à l’approche post-rock psychédélique du groupe.             

## Membres du groupe
Membres actuels
- Pasi Anttila
- Vilho Hintermeier
- Esa Juujärvi
- Merja Järvelin
- Samuli Lindberg
- Joni Mäkelä
- Mikko Vuorela
- Jarmo Väärä

Membres pour l’album de 2020
- Pasi Anttila
- Heikki Häkkilä
- Esa Juujärvi
- Merja Järvelin
- Sami Lehtiniemi
- Samuli Lindberg
- Joni Mäkelä
- Niina Susan Sassali
- Mikko Vuorela

Membres pour l’album de 2018
- Juggis Aalto
- Heikki Häkkilä
- Esa Juujärvi
- Merja Järvelin
- Sami Lehtiniemi
- Samuli Lindberg
- Joni Mäkelä
- Jaakko Tuomivaara
- Niina Vahtola
- Mikko Vuorela

Membres de 2005 à 2016
- Esa Juujärvi
- Samuli Lindberg
- Joni Mäkelä
- Niina Vahtola
- Jussi Vilkuna
- Mikko Vuorela
- Veijo Pulkkinen
- Sami Lehtiniemi
- Pekka Huovinen
- Kimmo Nissinen
- Minna Karjalainen
- Jukka Limingoja
- Alisa Saila
- Archie Cock
- Onrecht JalonG

## Discographie
EP
- 2005 : Kuuhanka
- 2005 : Hiukkavaara Session
- 2007 : HottoizzoH

Albums studio